# Kronberg (Niederbayern)
Der Kronberg ist ein 983 Meter hoher Berg im Bayerischen Wald, der den höchsten Punkt eines untergeordneten Höhenzuges zwischen Bodenmais, Langdorf und Böbrach inmitten des Landkreises Regen bildet. Er ist nicht zu verwechseln mit dem 785 Meter hohen gleichnamigen Berg bei Viechtach. 
Auf dem felsigen Gipfel stehen ein Holzkreuz mit Gipfelbuch und zwei Rastbänke. Hierher kommt nur selten ein Wanderer, da höhere und bekanntere Berge wie der Arber oder der Silberberg ganz in der Nähe liegen.
Auf den Kronberg führen mehrere markierte Wanderwege von den Weilern Stein, Schöneck, Waldmann und Böhmhof (Haltepunkt der Waldbahn).

## Galerie

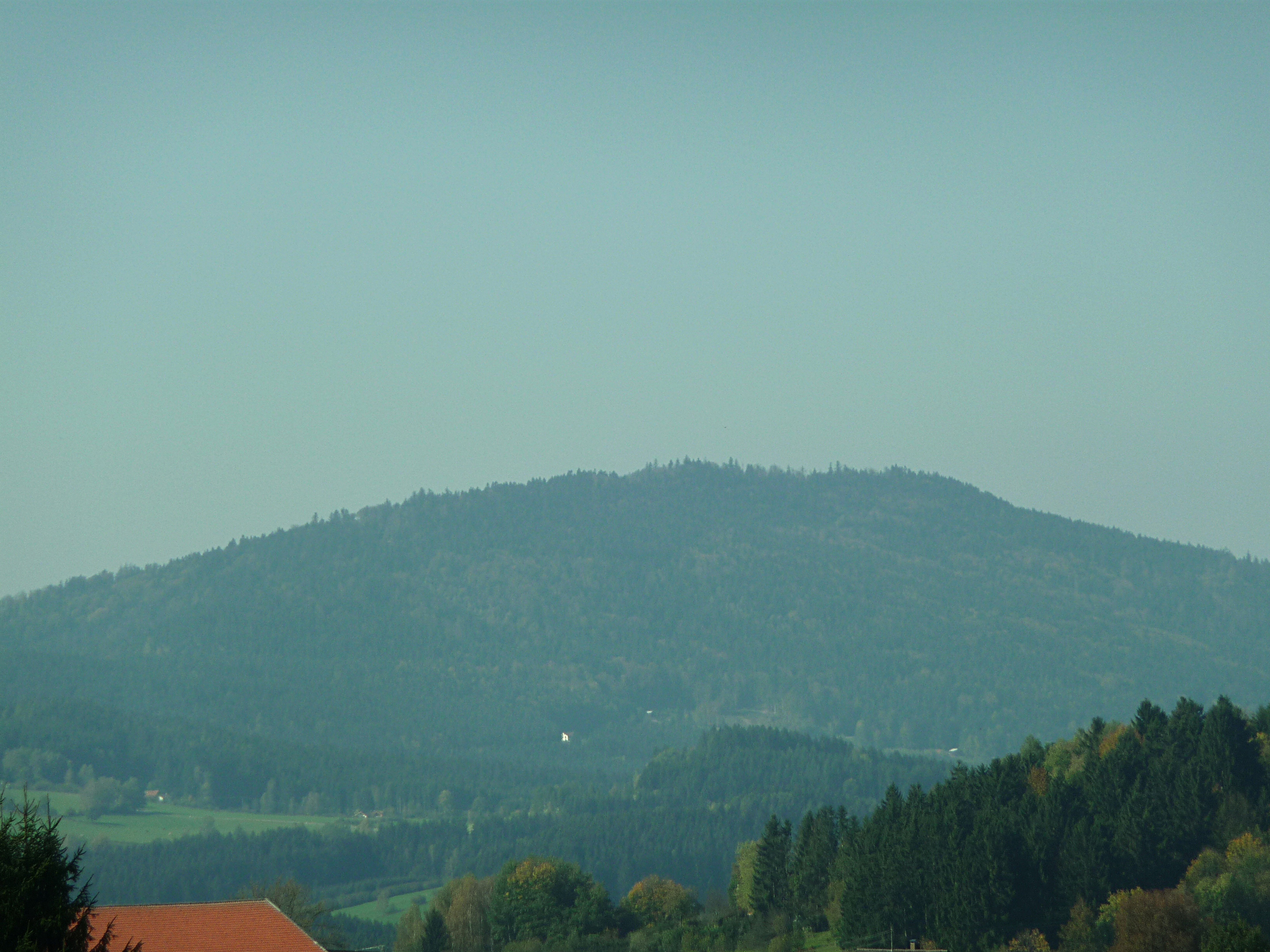
Der Kronberg von Bärnzell